# Songs About Jane
Songs about Jane (у преводу, Песме о Џејн) је деби албум поп/рок бенда из Лос Анђелеса, Maroon 5. Назив се односи на Џејн Херман, бившу девојку фронтмена, Адама Ливајна. Албум је издат јуна 2002. године и крајем 2004. године је достигао топ 10 на Билборд 200 листи.

## Прављење албума
Сви сем једног члана Maroon 5 су били чланови претходног бенда из Лос Анђелеса који се звао Kara's Flowers и који је издао албум назван  средином 1997. године за Reprise Records, али овај албум није имао много успеха. Ова група је напустила Reprise Records 1999. године и са доласком гитаристе Џејмса Велентајна постала је Maroon 5.
Бенд је имао свирке у Њујорку и Лос Анђелесу. Певач и гитариста Адам Ливајн је у интервјуу за VH1 рекао да је међупериод имао утицај на стил бенда: "Током времена између наших уговора за плоче, провео сам доста времена у Њујорку где сам био изложен урбаној и хип-хоп култури на начин који ми се никад није десио у Лос Анђелесу. Преокренуо ме је тотално новом жанру музике који је имао дубок утицај на моје писање песама."
Бенд је потписао уговор са Octone Records, независном издавачком кућом у Њујорку, са дистрибуцијом кроз BMG и уметнички развојни уговор са J Records Клајва Дејвиса. Бенд је снимио Songs about Jane у лосанђелеском Rumbo Recorders студију са продуцентом Метом Волисом (AMG веза) који је такође продуцирао са бендовима , Blues Traveler and Third Eye Blind.

## Успеси на листама
После издања албума средином 2002. године, бенд је ишао на турнеју са Мишел Бренч и Ником Костом. 
Први сингл "Harder to Breathe" је полако почео да се емитује што је помогло у продаји албума. До марта 2004. године, албум је достигао првих 20 на Билбордовој листи 200, а "Harder to Breathe" је достигао првих 20 на Билбордовој листи врелих 100 синглова. Албум се касније попео на прво место у Британији и Аустралији, док је "Harder to Breathe" достигао на листе у Уједињеном Краљевству, Аустралији и Новом Зеланду. Други сингл, "This Love" је такође достигао америчку и аустралијску листу најбољих 40 односно 10, редом, марта 2004. Спот за ову песму је морао да се мења како не би био забрањен на MTV-у.
Songs about Jane је био седми албум по продаји у 2004. години у САД-у, са око 2,7 милиона продатих копија. 
| Година | Сингл | Листа | Место |
| ------ | ----- | ----- | ----- |
| 2003   |       |       | 18    |
| 2003   |       |       | 13    |
| 2003   |       |       | 37    |
| 2003   |       |       | 1     |
| 2004   |       |       | 5     |
| 2004   |       |       | 3     |
| 2004   |       |       | 8     |
| 2004   |       |       | 1     |
| 2004   |       |       | 5     |
| 2004   |       |       | 4     |
| 2004   |       |       | 1     |
| 2004   |       |       | 1     |
| 2004   |       |       | 31    |
| 2004   |       |       | 27    |
| 2004   |       |       | 27    |
| 2004   |       |       | 4     |
| 2005   |       |       | 39    |

## Списак песама
1. "" (Џеси Кармајкл, Адам Ливајн) – 2:53
2. "" (Кармајкл, Ливајн) – 3:26
3. "" (Кармајкл, Ливајн) – 2:59
4. "" (Ливајн, Џ. Велентајн) – 4:17
5. "" (Ливајн) – 3:18
6. "" (Ливајн) – 4:11
7. "" (Кармајкл, Ливајн) – 3:59
8. "" (Кармајкл, Ливајн) – 4:06
9. "" (Кармајкл, Ливајн) – 4:55
10. "" (Кармајкл, Ливајн) – 3:01
11. "" (Кармајкл, Рајан Дасик, Ливајн) – 4:21
12. "" (Ливајн) – 4:30